# 列治文海茨 (密蘇里州)
列治文海茨（英語：Richmond Heights）是位於美國密蘇里州聖路易斯縣的城市。

## 人口
根據2020年美國人口普查的數據，列治文海茨的面積為5.93平方千米，皆為陸地。當地共有人口9286人，而人口密度為每平方千米1,566人。